# Комацу
Кома́цу (яп. 小松市, こまつし, МФА: [komat͡su ɕi̥]) — місто в Японії, в префектурі Ісікава.

## Короткі відомості
Розташоване в південно-західній частині префектури, на березі Японського моря, на території Канадзавської рівнини. Виникло на основі призамкового містечка раннього нового часу, що належало автономному уділу Каґа. Отримало статус міста 1 грудня 1940 року. Основою економіки є рибальство, машинобудування, текстильна промисловість, комерція. Традиційні ремесла — виготовлення сатину, шовку, кутанійської кераміки. На узбережжі міста розташовано руїни стародавньої застави Атаке. Станом на 1 квітня 2009 площа містечка становила 371,13 км². Станом на 1 липня 2011 населення містечка становило 108 105 осіб.
У місті розташований готель Хосі, що його було засновано у 718 році. 

## Клімат
Місто знаходиться у зоні, котра характеризується вологим субтропічним кліматом. Найтепліший місяць — серпень із середньою температурою 25.6 °C (78 °F). Найхолодніший місяць — січень, із середньою температурою 2.8 °С (37 °F).
| Клімат Комацу           | Клімат Комацу | Клімат Комацу | Клімат Комацу | Клімат Комацу | Клімат Комацу | Клімат Комацу | Клімат Комацу | Клімат Комацу | Клімат Комацу | Клімат Комацу | Клімат Комацу | Клімат Комацу | Клімат Комацу |
| Показник                | Січ.          | Лют.          | Бер.          | Квіт.         | Трав.         | Черв.         | Лип.          | Серп.         | Вер.          | Жовт.         | Лист.         | Груд.         | Рік           |
| Абсолютний максимум, °C | 21            | 22            | 25            | 30            | 31            | 33            | 35            | 36            | 38            | 31            | 27            | 23            | 38            |
| Середній максимум, °C   | 6             | 6             | 10            | 16            | 20            | 24            | 28            | 30            | 26            | 20            | 15            | 8             | 17            |
| Середня температура, °C | 3             | 3             | 5             | 11            | 15            | 19            | 24            | 25            | 21            | 15            | 10            | 4             | 13            |
| Середній мінімум, °C    | 0             | 0             | 1             | 6             | 10            | 15            | 20            | 21            | 17            | 11            | 6             | 1             | 9             |
| Абсолютний мінімум, °C  | −10           | −8            | −6            | −1            | 1             | 6             | 11            | 14            | 7             | 2             | 0             | −6            | −10           |
| Норма опадів, мм        | 260           | 190           | 160           | 150           | 140           | 180           | 210           | 160           | 260           | 210           | 270           | 340           | 2580          |
| Днів з дощем            | 15            | 13            | 9             | 8             | 8             | 9             | 10            | 8             | 13            | 11            | 13            | 18            | 138           |
| Вологість повітря, %    | 79            | 77            | 73            | 73            | 75            | 79            | 82            | 79            | 81            | 79            | 77            | 78            | 78            |
| ----------------------- | ------------- | ------------- | ------------- | ------------- | ------------- | ------------- | ------------- | ------------- | ------------- | ------------- | ------------- | ------------- | ------------- |
| Джерело: Weatherbase    |               |               |               |               |               |               |               |               |               |               |               |               |               |